# Hurry Up Tomorrow (filme)
Hurry Up Tomorrow (bra: Hurry Up Tomorrow: Além dos Holofotes) é um filme estadunidense, dos gêneros de thriller psicológico e musical, dirigido e editado por Trey Edward Shults, lançado mundialmente pela Lionsgate em 16 de maio de 2025.
O filme serve como peça complementar ao homônimo sexto álbum de estúdio de The Weeknd. Shults escreveu o roteiro com Abel Tesfaye (The Weeknd) e Reza Fahim, que também produziu o filme com Kevin Turen e Harrison Kreiss. O filme é estrelado por Abel Tesfaye como uma versão ficcional de si mesmo, um músico insone à beira de um colapso mental, que é puxado para uma odisseia existencial por um estranho misterioso. Jenna Ortega e Barry Keoghan também estrelam no filme.

## Elenco
- Abel Tesfaye como ele mesmo
- Jenna Ortega como Anima
- Barry Keoghan como Lee

## Produção

### Desenvolvimento
Trey Edward Shults dirigiu e editou Hurry Up Tomorrow. Ele escreveu o roteiro com The Weeknd (Abel Tesfaye) e Reza Fahim, com sua história baseada no homônimo sexto álbum de estúdio do cantor. Tesfaye e Fahim também produziram o filme pela Manic Phase com Kevin Turen e Harrison Kreiss. Shults, Jenna Ortega, Michael Rapino, Ryan Kroft, Wassim "Sal" Slaiby e Harrison Huffman atuaram como produtores executivos. Chayse Irvin cuidou da cinematografia, enquanto Daniel Lopatin compôs a trilha sonora com Tesfaye. Esse foi um dos últimos projetos em que Turen trabalhou antes de sua morte em novembro de 2023.

## Lançamento
Em novembro de 2024, a Lionsgate anunciou que havia adquirido os direitos de distribuição mundial do filme. Foi lançado nos cinemas dos Estados Unidos em 16 de maio de 2025.

## Recepção
No site agregador de críticas Rotten Tomatoes, 14% das 90 avaliações dos críticos são positivas.
O Metacritic, que usa uma média ponderada, atribuiu ao filme uma pontuação de 28 em 100, baseado em 83 críticos, indicando críticas "geralmente desfavoráveis".